# Riama striata
La lisa rayada (Riama striata) es una especie de lagartija de la familia Gymnophthalmidae, endémica de los departamentos colombianos de Cundinamarca, Boyacá y Santander.

## Hábitat
Vive en el bosque alto-andino, el bosque nuboso y el páramo, entre los 1.830 y 3.300 m s. n. m.

## Descripción
Mide aproximadamente 14,5 cm de longitud y pesa 4 g. Su color es muy variable: en las partes superiores tiene un color marrón oscuro o pardo, más frecuentemente con manchas; a veces tiene una raya mediana oscura. Las partes bajas y flancos varían de casi negro a amarillento, mostrando generalmente blanco y negro en un arreglo más o menos irregular. Los machos de esta especie pueden exhibir una coloración rojiza vistosa en el vientre durante la temporada reproductiva. Los escudos de la barbilla tienen generalmente tres pares. Los poros femorales van de ninguno a seis en número; supraroculares de cuatro, raramente cinco. Parches gulares transversales en ocho a diez series, incluyendo el cuello; collar compuesto de ocho a diez escalas. Escamas dorsales cargadas o estriadas.